# Associazione Sportiva Massese 1970-1971
Questa voce raccoglie le informazioni riguardanti l'Associazione Sportiva Massese nelle competizioni ufficiali della stagione 1970-1971.

## Rosa
| N. |                   | Ruolo | Calciatore        |
| -- | ----------------- | ----- | ----------------- |
|    | Italia (bandiera) | P     | Antonio Formisano |
|    | Italia (bandiera) | P     | Marcello Violo    |
|    | Italia (bandiera) | D     | Floriano Galassin |
|    | Italia (bandiera) | D     | Giancarlo Oddi    |
|    | Italia (bandiera) | D     | Tullio Palù       |
|    | Italia (bandiera) | D     | Raffaello Vescovi |
|    | Italia (bandiera) | D     | Giampiero Vitali  |
|    | Italia (bandiera) | D     | Francesco Zana    |
|    | Italia (bandiera) | C     | Bruno Ciruel      |
|    | Italia (bandiera) | C     | Oriano Nenci      |
|    | Italia (bandiera) | C     | Flavio Del Barba  |
|    | Italia (bandiera) | C     | Giovanni Gavazzi  |
|    | Italia (bandiera) | C     | Giuseppe Fichera  |

| N. |                   | Ruolo | Calciatore          |
| -- | ----------------- | ----- | ------------------- |
|    | Italia (bandiera) | C     | Giorgio Monaco      |
|    | Italia (bandiera) | C     | Romano Guido Nimis  |
|    | Italia (bandiera) | A     | Daniele Agostini    |
|    | Italia (bandiera) | A     | Gesualdo Albanese   |
|    | Italia (bandiera) | A     | Adelio Colombo      |
|    | Italia (bandiera) | A     | Emo Giannotti       |
|    | Italia (bandiera) | A     | Mario Menconi       |
|    | Italia (bandiera) | A     | Antonio Devastato   |
|    | Italia (bandiera) | P     | Giampiero Michelini |
|    | Italia (bandiera) | C     | Mario Tinti         |
|    | Italia (bandiera) | C     | Gian Paolo Persico  |
|    | Italia (bandiera) | C     | Angelo Buttini      |

## Risultati

### Serie B

#### Girone di andata
| 20 settembre 1970 1ª giornata | Massese | 1 – 1 | Palermo |  |

| 27 settembre 1970 2ª giornata | Taranto | 0 – 0 | Massese |  |

| 4 ottobre 1970 3ª giornata | Massese | 1 – 2 | Novara |  |

| 11 ottobre 1970 4ª giornata | Cesena | 1 – 1 | Massese |  |

| 18 ottobre 1970 5ª giornata | Massese | 0 – 1 | Arezzo |  |

| 25 ottobre 1970 6ª giornata | Perugia | 0 – 0 | Massese |  |

| 1º novembre 1970 7ª giornata | Massese | 0 – 1 | Pisa |  |

| 8 novembre 1970 8ª giornata | Reggina | 1 – 0 | Massese |  |

| 15 novembre 1970 9ª giornata | Massese | 1 – 1 | Como |  |

| 22 novembre 1970 10ª giornata | Atalanta | 2 – 1 | Massese |  |

| 29 novembre 1970 11ª giornata | Massese | 0 – 2 | Bari |  |

| 6 dicembre 1970 12ª giornata | Catanzaro | 1 – 0 | Massese |  |

| 13 dicembre 1970 13ª giornata | Massese | 1 – 0 | Monza |  |

| 20 dicembre 1970 14ª giornata | Massese | 0 – 2 | Ternana |  |

| 27 dicembre 1970 15ª giornata | Brescia | 1 – 1 | Massese |  |

| 3 gennaio 1971 16ª giornata | Massese | 2 – 0 | Casertana |  |

| 10 gennaio 1971 17ª giornata | Livorno | 1 – 0 | Massese |  |

| 17 gennaio 1971 18ª giornata | Massese | 0 – 3 | Mantova |  |

| 24 gennaio 1971 19ª giornata | Modena | 1 – 0 | Massese |  |

#### Girone di ritorno
| 7 febbraio 1971 20ª giornata | Palermo | 3 – 1 | Massese |  |

| 14 febbraio 1971 21ª giornata | Massese | 0 – 0 | Taranto |  |

| 21 febbraio 1971 22ª giornata | Novara | 1 – 1 | Massese |  |

| 28 febbraio 1971 23ª giornata | Massese | 1 – 0 | Cesena |  |

| 7 marzo 1971 24ª giornata | Arezzo | 2 – 1 | Massese |  |

| 14 marzo 1971 25ª giornata | Massese | 1 – 1 | Perugia |  |

| 21 marzo 1971 26ª giornata | Pisa | 2 – 1 | Massese |  |

| 28 marzo 1971 27ª giornata | Massese | 0 – 0 | Reggina |  |

| 4 aprile 1971 28ª giornata | Como | 3 – 1 | Massese |  |

| 11 aprile 1971 29ª giornata | Massese | 0 – 1 | Atalanta |  |

| 18 aprile 1971 30ª giornata | Bari | 2 – 0 | Massese |  |

| 25 aprile 1971 31ª giornata | Massese | 1 – 1 | Catanzaro |  |

| 2 maggio 1971 32ª giornata | Monza | 2 – 0 | Massese |  |

| 9 maggio 1971 33ª giornata | Ternana | 1 – 0 | Massese |  |

| 16 maggio 1971 34ª giornata | Massese | 0 – 0 | Brescia |  |

| 23 maggio 1971 35ª giornata | Casertana | 0 – 1 | Massese |  |

| 30 maggio 1971 36ª giornata | Massese | 0 – 0 | Livorno |  |

| 6 giugno 1971 37ª giornata | Mantova | 2 – 1 | Massese |  |

| 13 giugno 1971 38ª giornata | Massese | 1 – 1 | Modena |  |